# بشرا پکین
بوشرا پکین (ترکی استانبولی: Büşra Pekin) (زاده ۳۰ ژوئن ۱۹۸۲) بازیگر زن ترکیه‌ای است. وی از سال ۲۰۰۴ تاکنون در بیش از ۱۵ فیلم ایفای نقش کرده‌است.

## فیلم‌شناسی
- معجزه ۲۰۱۵